# Костогризівська сільська рада (Каховський район)
Костогри́зівська сільська́ ра́да — адміністративно-територіальна одиниця та орган місцевого самоврядування в Каховському районі Херсонської області. Адміністративний центр — село Костогризове.

## Загальні відомості
- Територія ради: 26,02 км²
- Населення ради: 2 064 особи (станом на 2001 рік)

## Населені пункти
Сільській раді були підпорядковані населені пункти:
- с. Костогризове
- с. Богданівка
- с. Наталівка

## Склад ради
Рада складалася з 16 депутатів та голови.
- Голова ради:
- Секретар ради: Срібна Світлана Олександрівна

### Керівний склад попередніх скликань
| Прізвище, ім'я, по батькові | Основні відомості                                            | Дата обрання | Дата звільнення |
| --------------------------- | ------------------------------------------------------------ | ------------ | --------------- |
| Вдовенко Іван Леонтійович   | Сільський голова, 1957 року народження, член Народної партії | 26.03.2006   | 31.10.2010      |

Примітка: таблиця складена за даними сайту Верховної Ради України

### Депутати
За результатами місцевих виборів 2010 року депутатами ради стали:

#### За суб'єктами висування
| Суб'єкт висування                                       | Кількість обраних депутатів | %    |
| ------------------------------------------------------- | --------------------------- | ---- |
| Партія регіонів                                         | 9                           | 56,3 |
| Комуністична партія України                             | 3                           | 18,8 |
| Політична партія Всеукраїнське об'єднання «Батьківщина» | 2                           | 12,5 |
| Самовисування                                           | 2                           | 12,5 |

#### За округами
| № округу                                                | Прізвище, ім'я, по батькові      | Дата визнання обраним | Освіта  | Партійна приналежність                        | Відомості про обраного депутата                                        |
| ------------------------------------------------------- | -------------------------------- | --------------------- | ------- | --------------------------------------------- | ---------------------------------------------------------------------- |
| Комуністична партія України                             |                                  |                       |         |                                               |                                                                        |
| 3                                                       | Срібна Світлана Олександрівна    | 05.11.2010            | середня | позапартійна                                  | Костогризівська сільська рада, секретар                                |
| 6                                                       | Пінкевич Андрій Маркович         | 05.11.2010            | середня | позапартійний                                 | пенсіонер                                                              |
| 7                                                       | Гришечко Володимир Олександрович | 05.11.2010            | середня | позапартійний                                 | тимчасово не працює                                                    |
| Партія регіонів                                         |                                  |                       |         |                                               |                                                                        |
| 1                                                       | Срібний Зоя Іванівна             | 05.11.2010            | середня | позапартійна                                  | пенсіонер                                                              |
| 2                                                       | Якушов Юрій Павлович             | 05.11.2010            | середня | позапартійний                                 | сільськогосподарський багатогалузевий кооператив «Світанок», тваринник |
| 5                                                       | Бурдюг Ольга Олександрівна       | 05.11.2010            | середня | позапартійна                                  | тимчасово не працює                                                    |
| 8                                                       | Романцова Людмила Іванівна       | 05.11.2010            | вища    | позапартійна                                  | Костогризівська загальноосвітня школа ст. I-III, вчитель               |
| 9                                                       | Осінній Віктор Іванович          | 05.11.2010            | середня | позапартійний                                 | пенсіонер                                                              |
| 10                                                      | Мельничук Олександр Кузьмич      | 05.11.2010            | середня | член Партії регіонів                          | пенсіонер                                                              |
| 12                                                      | Рибачук Антоніна Андріївна       | 05.11.2010            | середня | член Партії регіонів                          | Богданівська загальноосвітня школа ст. I-II, вчитель                   |
| 14                                                      | Долгіх Лідія Миколаївна          | 05.11.2010            | вища    | член Партії регіонів                          | Богданівська загальноосвітня школа ст. I-II, вчитель                   |
| 15                                                      | Олійник Анатолій Петрович        | 05.11.2010            | середня | позапартійний                                 | Приватне підприємство "Агрофірма «ГАВАН», механізатор                  |
| Політична партія Всеукраїнське об'єднання «Батьківщина» |                                  |                       |         |                                               |                                                                        |
| 4                                                       | Федоренко Валентина Миколаївна   | 05.11.2010            | вища    | член Всеукраїнського об'єднання «Батьківщина» | Костогризівська загальноосвітня школа ст. I-III, вчитель               |
| 11                                                      | Петрусь Леонід Миколайович       | 05.11.2010            | середня | член Всеукраїнського об'єднання «Батьківщина» | тимчасово не працює                                                    |
| Самовисування                                           |                                  |                       |         |                                               |                                                                        |
| 13                                                      | Байдюк Вячеслав Дмитрович        | 05.11.2010            | середня | позапартійний                                 | Каховський міжрайводгосп, начальник Богданівського участку             |
| 16                                                      | Василенко Ірина Григорівна       | 05.11.2010            | середня | позапартійна                                  | тимчасово не працює                                                    |